# حكومة دينكوف
حكومة دينكوف (بالانجليزية: Denkov Government) هي الحكومة رقم 102 في تاريخ جمهورية بلغاريا. تم اعتماد تشكيلها رسميًا من قبل البرلمان البلغاري في 6 يونيو 2023، بعد أشهر من المفاوضات بين أكبر كتلتين سياسيتين في البلاد. جاءت الحكومة كحل سياسي لتجاوز حالة الجمود التي أعقبت سلسلة من الانتخابات العامة غير الحاسمة.

## الخلفية
منذ عام 2021، عانت بلغاريا من عدم استقرار سياسي أدى إلى خمس جولات انتخابية خلال عامين، دون أن تفرز أغلبية واضحة لأي حزب. وبعد الانتخابات التشريعية التي جرت في أبريل 2023، برز حزبا جيرب المحافظ ونواصل التغيير – بلغاريا الديمقراطية الليبرالي كأكبر قوتين سياسيتين، لكنهما كانا على خلاف سياسي حاد خلال السنوات السابقة.
في خطوة مفاجئة، أعلن الحزبان اتفاقًا لتشكيل حكومة وحدة وطنية قائمة على نظام التناوب في رئاسة الحكومة، بحيث يتولى كل طرف رئاسة الحكومة لتسعة أشهر خلال ولاية برلمانية واحدة.

## التناوب في السلطة
بحسب الاتفاق، تولى نيكولاي دينكوف، الأستاذ الجامعي والممثل عن تحالف PP–DB، منصب رئيس الوزراء في المرحلة الأولى، فيما شغلت ماريا غابرييل، المفوضة الأوروبية السابقة والعضو البارز في حزب جيرب، منصب نائبة رئيس الوزراء ووزيرة الخارجية. بعد مرور تسعة أشهر، من المقرر أن يتم تبادل المناصب بين الطرفين.

## التشكيلة الوزارية
تضمنت الحكومة وزراء من الطرفين، وشخصيات مستقلة تحظى بتوافق، وقد توزعت الحقائب الوزارية على أساس التخصص والكفاءة مع مراعاة التوازن السياسي.
من أبرز الأسماء:
- أسان فاسيليف – وزير المالية (PP–DB)
- كالين ستويانوف – وزير الداخلية (محايد)
- ميلكو لوزانوف – وزير الدفاع (GERB)
- غاليانا أليكسيفا – وزيرة الاقتصاد (PP–DB)

## الأولويات والبرنامج الحكومي
وضعت حكومة دينكوف خطة إصلاحية شاملة، تضمنت:
- تسريع عملية الانضمام إلى منطقة اليورو.
- إصلاح القضاء وتعزيز الشفافية ومكافحة الفساد.
- تحسين البيئة الاستثمارية والاقتصادية.
- دعم الاندماج الأوروبي وتعزيز العلاقات مع الاتحاد الأوروبي والناتو.

كما أعلنت الحكومة نيتها تقديم مشروع قانون جديد للإعلام العمومي وتعزيز استقلالية الصحافة في البلاد.

## التحديات
رغم التوافق السياسي المبدئي، تواجه الحكومة تحديات كبيرة على رأسها:
- هشاشة التحالف الحاكم واحتمال انهياره في حال فشل التناوب.
- الاحتجاجات الشعبية ضد رموز قديمة في الحياة السياسية.
- الحاجة لتنفيذ إصلاحات هيكلية في وقت قصير.
- الأزمة الاقتصادية العالمية وتداعيات الحرب في أوكرانيا على الاقتصاد البلغاري.